# Couture-Saint-Germain
Pour les articles homonymes, voir Couture (homonymie) et Saint-Germain.
Couture-Saint-Germain est une section de la commune belge de Lasne située en Région wallonne dans la province du Brabant wallon.
Le village se trouve dans la vallée de la Lasne.

## Toponymie
Couture est l'ancienne forme du mot culture, ce qui signifie que le lieu était déjà cultivé il y a plusieurs siècles notamment par les religieuses cisterciennes de l'abbaye d'Aywiers, toute proche.

## Démographie
- Sources : INS. Rem. : 1831 jusqu'en 1970 = recensements, 1976 = nombre d'habitants au 31 décembre.

## Patrimoine et culture

### Patrimoine architectural et sites
- L'ancienne abbaye d'Aywiers.
- Le champ de bataille de Waterloo.
- Le château de La Hulpe.
- Le lac de Genval.